# Medidata Solutions
Medidata Solutions est une société américaine qui développe des logiciels médicaux (SaaS),,. Le 12 juin 2019, Dassault Systèmes rachète la société pour 5,8 milliards de dollars.

## Acquisitions
Medidata acquiert Fast Track Systems en mars 2008 pour 18 millions de $, Clinical Force en juillet 2011,, Patient Profiles en octobre 2014, Intelemage en avril 2016, Chita en février 2017, Mytrus en avril 2017, et SHYFT Analytics en juin 2018.

## Localisations
Le siège social se situe à New York et la société ouvre des bureaux à Boston, Iselin, Houston, San Francisco, Davis, San Mateo, Cincinnati et internationalement, à Londres, Düsseldorf, Tokyo, Pékin, Shanghai, Seoul, et Singapour. La société possède des data center à Francfort.